# 285. strelska divizija (ZSSR)
285. strelska divizija (izvirno rusko 285-я стрелковая дивизия; kratica 285. SD) je bila strelska divizija Rdeče armade v času druge svetovne vojne.

## Zgodovina
Divizija je bila ustanovljena julija 1941 v Kostromi.